# Палос из своры Собачьей звезды
«Палос из своры Собачьей звезды» (англ. Palos of the Dog Star Pack) — научно-фантастический роман Джона Ульриха Гизи, первый роман о Джейсоне Крофте. Впервые опубликован в журнале All-Story Weekly, в пяти номерах начиная с июля 1918 года. В 1965 году был выпущен отдельной книгой издательством Avalon Books.

## Синопсис
Доктор Мюррей прибывает в дом Джейсона Крофт, богатого американца, которого нашли бездыханным. Выясняется что Крофт — постиискусство астральной проекции от учителя-индуса, и теперь может покидать тело. Он рассказывает Мюррею о своих астральных путешествиях.
Крофт чувствует необычную тягу к Сириусу, «Собачьей звезде», Поэтому создаёт проекцию своего сознания в окрестности звезды и, в конце концов, находит в системе крупную планету, Палос. Оказавшись там, Крофт обнаруживает людей и наблюдает за их жизнью. Он находит принцессу Найю, с первого взгляда влюбляется в неё и решает завоевать ответную любовь. В конце концов, он подыскивает для своего сознания носителя, «духовно больного» Джейсора из Нодура. Крофт в теле Джейсора отправляется завоёвывать любовь принцессы через передачу правителям королевства Тамаризия новых технологий. Благодаря знаниям, полученным за время астрального наблюдения, люди считают его «ангелом», присланным божеством Зиту. Крофт использует это недоразумение, чтобы объяснить знание им новых технологий.

## Описание
В романе сочетается оккультизм (астральные путешествия) с приключениями на другой планете. Палос описан похожим на Землю, а люди планеты выглядят как земляне, но имеют синий оттенок кожи. Действия происходят в регионе, похожем на Средиземноморье, где соперничают три империи, по уровню развития соответствующие Вавилонской цивилизации в истории Земли.
По мнению Эверетта Блейлера, история написана вычурно и скучно, но несмотря на это имеет почитателей. То же отмечает и Роберт Сэмпсон, автор серии книг о популярной литературе XIX—XX века, не отказывая, однако, книге в интересности. Также он напоминает сходство Джейсона Крофта с другим героем Гизи (в соавторстве с Юниусом Смитом) — Семи Дуалем, оккультным детективом. Американский коллекционер фантастики Роберт Вайнберг характеризует сериал о Джейсоне Крофте как одну из самых популярных научно-фантастических трилогий, опубликованных в журнале Argosy в первой четверти XX века.

## История публикаций
- 1918 — США, All-Story Weekly, 13 июля—10 август 1918 (в пяти частях)[2];
- 1941 — США, Famous Fantastic Misteries, октябрь 1941[3];
- 1965 — США, Avalon Books, OCLC 37323704, твёрдая обложка (первая публикация отдельной книгой).